# Gene Robinson
Vicky Imogene "V. Gene" Robinson (Lexington, Kentucky, 29 de maio de 1947) é um religioso estadunidense, nono bispo da Diocese Episcopal de New Hampshire na Igreja Episcopal dos Estados Unidos da América. 
Robinson foi eleito em 2003 e se tornou bispo em 7 de março de 2004. Foi o primeiro clérigo anglicano abertamente homossexual a ser ordenado para o episcopado histórico.

## Família, formação e ministério
Robinson nasceu na pobreza, filho de meeiros de tabaco do Kentucky. Como seus pais, Charles e Imogene, esperavam uma menina, decidiram chamá-la de Vicky Gene, em homenagem ao avô paterno e à mãe do bebê; quando adulto, Robinson usaria apenas a primeira inicial do seu primeiro nome. Devido a complicações graves durante o parto, ele sofreu paralisia temporária e quase morreu ainda bebê. Criado na denominação dos Discípulos de Cristo, ele se juntou à Igreja Episcopal (TEC) enquanto frequentava a Universidade do Sul em Sewanee, Tennessee, onde se formou em 1969 em Estudos Americanos e História.
Em 1973, concluiu o mestrado em Divindade no Seminário Teológico Geral de Nova York, foi ordenado diácono e, em seguida, padre, servindo como vigário na Igreja de Cristo, em Ridgewood, Nova Jersey. Ao se mudar para New Hampshire em 1975, Gene foi coproprietário e diretor de um acampamento de verão para meninas com equitação. Como diretor fundador do Centro de Retiros Sign of the Dove, em Temple, New Hampshire, ele liderou programas de retiro para sacristias, comitês diocesanos, grupos intergeracionais e todos os tipos de grupos paroquiais.
O jovem clérigo fez terapia para tentar "curar" sua orientação sexual; antes do casamento, havia contado à sua noiva sobre sua sexualidade. Eles tiveram duas filhas. Em 1987, Robinson declarou abertamente sua homossexualidade, e se divorciou de Isabella Martin amigavelmente. Robinson posteriormente iniciou uma união estável com Mark Andrew, um funcionário público. Os dois foram legalmente unidos em uma união civil em New Hampshire em 7 de junho de 2008; em maio de 2014, Robinson anunciou que estavam se divorciando.
De 1978 a 1985, Rev. Gene foi Coordenador do Ministério da Juventude para as sete dioceses da Nova Inglaterra, atuando por dois anos na Equipe Nacional de Desenvolvimento do Ministério da Juventude, onde ajudou a criar o Evento Nacional da Juventude Episcopal. De 1983 até sua eleição como bispo, também atuou como Secretário Executivo da Província I, coordenando todos os programas de cooperação entre as sete dioceses da Nova Inglaterra. Serviu como Cônego Ordinário (Assistente do Bispo) desde 1988.
Na década de 1990, ele desenvolveu o modelo de conferência "Um Bem-Estar em Cristo" para o Projeto Cornerstone e liderou conferências para o clero em mais de 20 dioceses nos Estados Unidos e Canadá. Ele iniciou o "Um Novo Começo", um programa de mentoria de dois anos para todos os clérigos em novos cargos em New Hampshire, e foi coautor do currículo "Um Novo Começo", usado em várias dioceses da Igreja Episcopal. Grande parte de seu ministério se concentrou em ajudar congregações e clérigos, especialmente em tempos de conflito.
Coautor de três currículos de educação sobre AIDS para jovens e adultos, Rev. Robinson trabalhou na área da AIDS nos Estados Unidos, Uganda e África do Sul. Também foi defensor do treinamento antirracista na diocese e na Igreja em geral. Ele ajudou a construir a parceria de trabalho da Diocese de New Hampshire com o New Hampshire Community Loan Fund, defendeu o alívio da dívida para as nações mais pobres do mundo e fez lobby por investimentos socialmente responsáveis dentro e fora da Igreja. Foi membro do Conselho do New Hampshire Endowment for Health, que trabalha pelo acesso à assistência médica para pessoas sem seguro.
Recebeu dois doutorados honorários e vários prêmios de organizações nacionais de direitos civis.

## Eleição como bispo

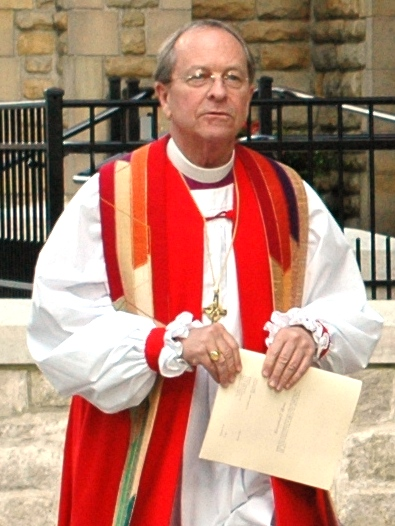
Bispo Robinson durante a 75ª Convenção Geral da Igreja Episcopal, 2006

V. Gene Robinson foi eleito pelos paroquianos como Bispo da Diocese Episcopal de New Hampshire em 7 de junho de 2003.
Após isso, devido às correspondências negativas e ameças de morte, Robinson precisou de segurança policial. Houve tentativas de desacreditá-lo depois da eleição. Ele foi acusado de "tocar inapropriadamente" um homem em uma reunião pública - uma agressão que depois foi esclarecida como sendo uma mão colocada no ombro do reclamante. Também foi ligado a um site pornográfico que podia ser acessado a partir de uma linha de apoio para adolescentes que Robinson havia ajudado a criar uma década antes; depois foi revelado que o link foi adicionado muitos anos depois que sua conexão com o serviço foi encerrada. As acusações preocupavam, pois, apesar de Robinson ter sido aprovado como bispo pelo Conselho Episcopal de Presbíteros e Leigos, sua eleição também precisava ser referendada pelo Conselho de Bispos da Igreja Episcopal.
A eleição de Robinson tornou-se o foco de uma controvérsia acalorada não apenas dentro da TEC, mas também dentro da Comunhão Anglicana. Após a aprovação pela Convenção Geral da Igreja Episcopal, o Arcebispo de Canterbury, Rowan Williams, declarou que "[a eleição] inevitavelmente terá um impacto significativo na Comunhão Anglicana em todo o mundo e é muito cedo para dizer qual será o resultado disso". Ele acrescentou: "Espero que a igreja na América e o resto da Comunhão Anglicana tenham a oportunidade de considerar esse desenvolvimento antes que decisões significativas e irrevogáveis sejam tomadas em resposta".
Em outubro de 2003, reunidos no Palácio de Lambeth para discutir a benção de uma união de mesmo sexo na Diocese de New Westminster (Canadá) e a eleição de Robinson na Igreja Episcopal, os primazes anglicanos alertam que sua consagração como bispo ameaçava o futuro da Comunhão. Nos dois meses seguintes, nove províncias da Comunhão declaram que sua comunhão com Igreja Episcopal foi quebrada após a consagração de Gene Robinson. Lutando para impedir o potencial cisma na Comunhão Anglicana, o Arcebispo Williams, que estava programado para comparecer à consagração de Robinson, desistiu devido à pressão dos conservadores.
Diante da proximidade da consagração, Robinson esteve sob proteção 24 horas do FBI. V. Gene Robinson foi consagrado Bispo no Domingo de Todos os Santos, 2 de novembro de 2003, na uma pista de gelo em um campus universitário em New Hampshire; além da presença de fiéis e lideranças, Mark Andrew, companheiro do bispo, sua ex-esposa, Isabella McDaniel, suas filhas, Ella e Jamee, sua irmã e seus pais, também compareceram à cerimônia. Robinson foi consagrado pelo Bispo Presidente Frank T. Griswold e mais de 50 bispos dos EUA impuseram as mãos na cabeça do novo bispo, incluindo a primeira bispa anglicana, Barbara Harris. Ele foi investido como Nono Bispo de New Hampshire em 7 de março de 2004, na Igreja de São Paulo em Concord.

## Episcopado
Ao discursar em St Martin-in-the-Fields, Londres, no 10º aniversário do grupo de direitos gays Changing Attitude, ele se opôs à proibição católica romana de seminaristas homossexuais, afirmando: "Acho muito vil que eles pensem que vão acabar com o escândalo de abuso infantil expulsando os homossexuais dos seminários."
Em fevereiro de 2006, Robinson foi tratado em uma clínica de reabilitação para lidar com sua "crescente dependência de álcool". Autoridades diocesanas ficaram surpresas com a notícia e afirmaram que não notaram que seu alcoolismo afetasse seu ministério de forma alguma. A Igreja Episcopal, por meio de sua Convenção Geral, há muito reconhece o alcoolismo como uma doença humana tratável. Os membros do Comitê Permanente emitiram uma declaração apoiando totalmente Robinson. Ele retornou ao trabalho em março de 2006.
Em abril de 2008, bispo Robinson acusou o Arcebispo de Canterbury de não confrontar os críticos de sua nomeação; ao lembrar das ameaças de morte que recebeu e de precisar usar colete à prova de balas na consagração e em algumas aparições públicas, disse que a forma como Rowan Williams lidava com a retórica contra os anglicanos gays pode colocá-los em perigo. O Arcebispo Williams não convidou Robinson para a Conferência de Lambeth, em julho de 2008, para evitar o aprofundamento da crise. Isso não impediu o boicote de 270 bispos conservadores, que criaram uma conferência concorrente no mês anterior, a GAFCON, exigindo que a Conferência "se arrependesse" pela ordenação de Gene Robinson. Essa proposta permaneceu sem resposta; do outro lado, Robinson negou que fosse renunciar: "Não quero ser um mártir". O não-convite de Gene Robinson não impediu que ele viajasse em julho para a Inglaterra, em uma visita privada, o que resultou em alguma cobertura da mídia, pois pregou em várias paróquias e organizou conferências com Sir Ian McKellen.
Em 2009, Robinson foi selecionado para fazer a invocação no evento de lançamento do fim de semana de posse do presidente Barack Obama. Apesar de seu longo envolvimento com Obama durante a campanha, sua seleção foi amplamente discutida como um esforço para contrabalançar o papel da escolha do pastor evangélico conservador Rick Warren. O evento de lançamento foi realizado no Lincoln Memorial dois dias antes da posse de Obama.
A revista Out, em abril de 2009, listou Robinson no Third Annual Power 50 dos homens e mulheres gays mais influentes dos EUA, ficando na 7ª posição. Também foi premiado com o GLAAD Stephen F. Kolzak Award. Em agosto, Gene Robinson foi um dos principais palestrantes no Greenbelt Festival 2009, realizado no Hipódromo de Cheltenham, Inglaterra.
Bispo Robinson foi influente nas decisões de 2009 da Convenção Geral da Igreja Episcopal para afirmar o direito de gays e lésbicas de serem ordenados e para explorar opções litúrgicas para a realização de casamentos entre pessoas do mesmo sexo. Naquele ano, a Convenção Geral permitiu a consagração de bispos assumidamente gays e lésbicas e autorizou a bênção de uniões entre pessoas do mesmo sexo.
Enquanto Bispo de New Hampshire, atuou como administrador do Fundo de Pensão da Igreja e membro do conselho da NH Children's Alliance.

## Aposentadoria

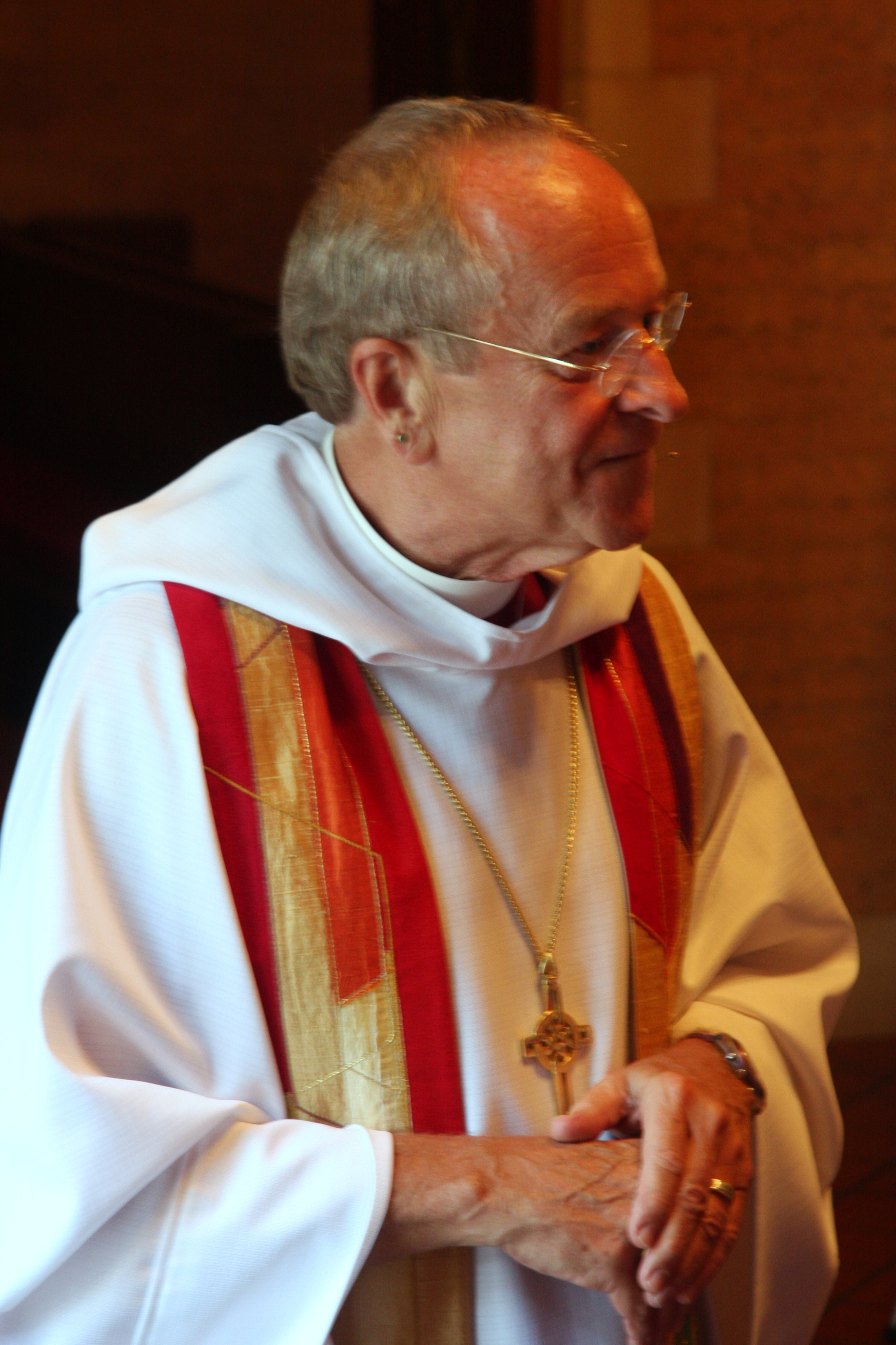
O bispo aposentado Gene Robinson na Catedral de São Marcos, Minneapolis, 2013

Em novembro de 2010, Robinson anunciou que se aposentaria em 2013, citando a controvérsia sobre sua eleição como bispo e a consequente pressão sobre ele e a diocese. Após sua eleição em maio de 2012, Robert Hirschfield foi consagrado bispo coadjutor em agosto de 2012 e assumiu a Diocese de New Hampshire em 5 de janeiro de 2013, com a aposentadoria de Robinson.
Robinson mudou-se para Washington, DC, para ingressar no Center for American Progress como membro sênior e servir como bispo residente na Paróquia de St. Thomas. De 1 de setembro de 2017 a 31 de dezembro de 2021, atuou como vice-presidente e pastor sênior da Chautauqua Institution, um centro de artes, educação, recreação e religião no interior do estado de Nova York.
Em outubro de 2023, Robinson recebeu um doutorado honorário de sua alma mater, Sewanee: a Universidade do Sul. Ele continua como bispo residente da Catedral de St. Thomas, que em 2023 anunciou a criação de um fundo patrimonial para ações comunitárias em sua homenagem. Ele também faz parte da equipe de louvor da Catedral Nacional de Washington, onde ocasionalmente prega e celebra.
Robinson doou ao Museu de História Americana do Smithsonian as vestes que usou na sua consagração e seu báculo.

## Na mídia
O bispo Robinson foi um dos participantes do documentário For the Bible Tells Me So (2007), dirigido por Daniel Karslake, sobre a homossexualidade e seu conflito percebido com o cristianismo, bem como várias interpretações do que a Bíblia diz sobre orientação sexual. Vários líderes foram entrevistados, como o ex-líder da maioria na Câmara, Richard Gephardt, e o arcebispo Desmond Tutu.
O filme recebeu vários prêmios e foi nomeado pela Academia de Artes e Ciências Cinematográficas como um dos 15 filmes indicados ao Oscar de melhor documentário. No entanto, não foi incluído na lista final de cinco filmes indicados, conforme anunciado em 22 de janeiro de 2008.
Em 2012, Macky Alston estreou um documentário sobre Robinson, Love Free or Die: How the Bishop of New Hampshire is Changing the World, que foi exibido no Festival de Cinema de Sundance.

## Obras
- Being Christian in the Age of AIDS: An Adult Theological Education and Reflection Guide on the HIV/AIDS Pandemic (1995), com Thaddeus Bennett ASIN B000SIZ6BW
- In the Eye of the Storm: Swept to the Center by God (2008) ISBN 9781596271951
- God Believes in Love: Straight Talk about Gay Marriage (2012) ISBN 9780307957887